# フェルディナント2世 (神聖ローマ皇帝)
フェルディナント2世（ドイツ語：Ferdinand II, 1578年7月9日 - 1637年2月15日）は、神聖ローマ皇帝（在位：1619年 - 1637年）・ハンガリー国王（在位：1619年 - 1625年）・ボヘミア国王（在位：1617年 - 1619年、1620年 - 1637年）。ハプスブルク家傍系の、内オーストリア大公家の出身。皇帝に即位する前のボヘミア国王時代に三十年戦争を引き起こし、皇帝即位後しばらくは戦いを有利に進めたが、皇帝権力の強化を狙いすぎたことで敵対勢力の反発を招き戦争を長期化させたまま死去した。

## 生涯
神聖ローマ皇帝マクシミリアン2世の弟・内オーストリア大公カール2世とその妻マリア・アンナ大公妃が叔姪婚によって儲けた息子であり、ルドルフ2世・マティアス兄弟の従弟に当たる。幼少からイエズス会の教育を受けたことから、カトリックの保守、拡大に努力する。皇帝即位前にはシュタイアーマルク公であったが、領国でプロテスタントの反乱が起こるかも知れない状況にもかかわらず、1618年のプラハ窓外投擲事件を受けボヘミアへ派兵した。1619年にマティアスの死去を受けて神聖ローマ皇帝に選出されるが、ボヘミア反乱軍はプロテスタント同盟の盟主のプファルツ選帝侯フリードリヒ5世を選出したため対立は深まった。
1620年に、フリードリヒ5世の同族で政敵でもあるカトリック連盟の盟主バイエルン公マクシミリアン1世と協力し、白山の戦いでマクシミリアンの家臣ティリー伯指揮下の連合軍による勝利を現出し、ボヘミアのプロテスタント勢力に大打撃を与えた。戦後はプロテスタントを弾圧してボヘミアに絶対君主制を確立、ハプスブルク家の所領を分割相続から長子相続に切り替え（チロル伯領だけは弟レオポルト5世に分与した）、オーストリアの一体化をほぼ実現させた。
しかし、1621年に同族が統治するスペインの軍勢をフリードリヒ5世不在のプファルツに駐屯させたことと（戦前にアルザス割譲も約束していた）、1623年にフリードリヒ5世から選帝侯位を取り上げマクシミリアン1世に与えたことは、帝国諸侯の反発を招き、1624年にフランスによる対ハプスブルク同盟が締結され、1625年には北方からデンマーク国王 クリスティアン4世の侵入を受け、急遽フリートラント侯ヴァレンシュタインを召喚し軍を編成、これを撃破した。
ところが、ヴァレンシュタインによる各地の略奪は諸侯の不満を招き、1628年にヴァレンシュタインをメクレンブルク公に叙爵したことと、1629年に発令した復旧令（独: Restitutionsedikt）で一層諸侯からの反感を買った。内容はプロテスタントが没収したカトリック教会領の返還、諸侯の武力制限と同盟禁止を記したもので、絶対主義を目指す内容からプロテスタント諸侯だけでなくカトリック諸侯からも反対された。1630年の帝国議会で選帝侯から、ヴァレンシュタインを罷免しない限り息子のフェルディナント3世のローマ王選出を拒否すると通告され、ヴァレンシュタインを解任した。
ヴァレンシュタイン解任により軍事力は低下し、フェルディナント3世のローマ王選出もなされず、同年にフランスやプロテスタント諸侯と手を組んだスウェーデン国王 グスタフ2世アドルフが北ドイツに侵入するなど状況が悪化、翌1631年にヴァレンシュタインに代わって帝国軍司令官となったティリーがマクデブルクの戦いで住民虐殺を起こしてプロテスタントのさらなる離反を招き、ブライテンフェルトの戦い・レヒ川の戦いでグスタフ2世アドルフに連敗して敗死、スウェーデン軍がバイエルンにまで進出した。窮地に陥ったフェルディナント2世はヴァレンシュタインを再召喚、リュッツェンの戦いでヴァレンシュタインは敗北したものの、グスタフ2世アドルフが戦死したためスウェーデン軍は戦力が低下し、カトリック優位に持ち直した。しかしこの戦いの後、ヴァレンシュタインが軍事行動をせずプロテスタントと交渉を行ったことから反逆を疑い、1634年にヴァレンシュタインの暗殺命令を下して実行させた。これによってカトリック軍の足並みは乱れ、プロテスタント軍の大反撃を呼び込んだ。
ヴァレンシュタイン暗殺後は息子フェルディナント3世を後任の司令官として、従子であるスペイン・ハプスブルク家のフェルナンドも参入させ、ネルトリンゲンの戦いでスウェーデン軍を破らせ、1635年に復旧令の撤回と引き換えに諸侯の同盟禁止を明記したプラハ条約でプロテスタント・カトリック諸侯と和解、1636年にフェルディナント3世のローマ王選出も実現させ、一時ドイツにおける権威を上昇させた。しかし、スウェーデン軍はしぶとくドイツで抵抗を続けていた上、1635年にカトリックながらプロテスタントと結んで暗躍していたフランスが本格的に参戦すると劣勢となった。戦局を打開できないまま、フェルディナント2世は1637年に死去し、フェルディナント3世が次の神聖ローマ皇帝に即位した。
フェルディナント3世は何とか体勢を立て直そうとしたが、スウェーデンとフランスがボヘミア・バイエルンを侵略して回り、頼みのスペインもフランスに大敗・衰退していき、主導権を奪い返すことは出来なかった。1648年にヴェストファーレン条約が締結され、帝国における皇帝の支配権は放棄されて、ドイツでの影響力は低下した。その一方で、オーストリアを始めとするハプスブルク家領は確保し、ハプスブルク家はオーストリアを基盤として再興を図っていった。

## 家族
1600年、バイエルン公ヴィルヘルム5世の娘でマクシミリアン1世の妹マリア・アンナ（1574年 - 1616年）と結婚。7人の子が生まれた。
- クリスティーネ（1601年　夭折）
- カール（1603年　夭折）
- ヨハン・カール（1605年 - 1619年）
- フェルディナント3世（1608年 - 1657年）
- マリア・アンナ（1610年 - 1665年） - バイエルン選帝侯 マクシミリアン1世妃
- ツェツィーリア・レナータ（1611年 - 1644年） - ポーランド国王 ヴワディスワフ4世妃
- レオポルト・ヴィルヘルム（1614年 - 1662年） - スペイン領ネーデルラント総督

1622年、マントヴァ公 ヴィンチェンツォ1世の娘エレオノーラ・ゴンザーガと再婚。子供はいなかった。